# Sybra ochreosparsa
Sybra ochreosparsa är en skalbaggsart som beskrevs av Stefan von Breuning 1939. Sybra ochreosparsa ingår i släktet Sybra och familjen långhorningar.
Artens utbredningsområde är Filippinerna. Inga underarter finns listade i Catalogue of Life.